# ماهان صادقی
ماهان صادقی (زادهٔ ۳ فروردین ۱۳۸۵) بازیکن فوتبال اهل ایران است که از رده پایه های باشگاه الماس اسالم تالش به فوتبال حرفه ای معرفی شده و هم اکنون در پست وینگر برای باشگاه فوتبال ملوان بندر انزلی در لیگ برتر خلیج فارس بازی‌ می کند.